# 제민요술
제민요술(齊民要術)은 중국에 있어서의 현존하는 종합적 농서(農書)로서는 가장 오래된 것으로, 북위(北魏)의 고양(高陽: 山東省) 태수(太守) 가사협(賈思勰)이 편찬한 것으로서 10권이며, 532~549년경에 이루어졌다. 화북의 농업을 중심으로 한나라 이후의 곡물·야채·과수 따위의 경종법, 가축 사육법, 술·된장의 양조법 등이 체계적으로 기술되어 있다. 인용서는 약 160종이며 특히 전한(前漢)의 농서인 《범승지서(氾勝之書)》와 후한의 농서인 최식(崔寔)의 《사민월령(四民月令)》이나 남조의 《식경(食經)》 등 유문(遺文)이 중요시되고 있다. 이 책은 영농생활의 실제에 관해서 농경·축산부터 가공·판매·조리에 이르고, 서술은 엄밀하여 동아시아 건지이경농법(乾地犁耕農法)과 그 농경문화의 정식(定式)이다.

## 한국어 번역
- 가사협 지음, 최덕경 옮김, 《제민요술 역주》(전 5권), 세창출판사, 2018년 12월 15일